# 卢德格尔·贝尔鲍姆
卢德格尔·贝尔鲍姆（德語：Ludger Beerbaum，1963年8月26日—），德国男子马术运动员。他曾代表西德、德国参加1988年、1992年、1996年、2000年、2004年、2008年和2016年夏季奥林匹克运动会马术比赛，共获得四枚金牌和一枚铜牌。